# Theodosius II van Byzantium
Flavius Theodosius, bekend als Theodosius II (Grieks: Θεοδόσιος Β') (401 - 28 juli 450), was keizer van het Oost-Romeinse Rijk van 402 tot aan zijn dood. Hij was de oudste zoon van Aelia Eudoxia en keizer Arcadius. Aangezien hij al na 8 maanden door zijn vader tot keizer van de oostelijke helft van het Romeinse Rijk werd benoemd, bleef de prefect Anthemius regent tot 414.

## Regering
Op aanraden van zijn zus Pulcheria ontsloeg Theodosius II regent Anthemius in 414. Als oudere zus verkreeg zij in 414 de titel Augusta en werd formeel mede-regentes van het rijk. Lange tijd was zij feitelijk machtiger dan Theodosius, en veel van haar ideeën werden inderdaad door hem overgenomen.
Theodosius huwde in juni 421 de dichteres Athenaïs, die na haar doopsel de naam Aelia Eudocia aannam. In 422 werd hij de vader van Licinia Eudoxia.

### burgeroorlog met het westen
In 423 stierf de westerse keizer Honorius, de oom van Theodosius, en werd de eerste minister Johannes tot keizer uitgeroepen. Honorius' zus Galla Placidia en haar jonge zoon Valentinianus, die eerder naar Constantinopel waren gevlucht om aan Honorius' vijandigheid te ontsnappen, zochten oosterse hulp om de troon voor Valentinianus op te eisen, en na enig overleg in 424 opende Theodosius de oorlog tegen Johannes. Op 23 oktober 425 werd Valentinianus III geïnstalleerd als keizer van het Westen met de hulp van de magister officiorum Helion, waarbij zijn moeder een invloedrijke rol op zich nam. Om de banden tussen de twee delen van het rijk te versterken, werd Theodosius' dochter Licinia Eudoxia verloofd met Valentinianus. Ze trouwde later op 29 oktober 437 met Valentinianus III en werd keizerin van het westelijke deel van het rijk.
In 427 drukte Theodosius II zijn stempel op het beleid in het westen met de benoeming van Flavius Felix tot nieuwe opperbevelhebber van het leger. Dit bracht enorme commotie met zich mee hetgeen resulteerde in een burgeroorlog met Bonifatius.
Nadat Theodosius II Valentinianus III als zijn westerse tegenhanger had geïnstalleerd raakte hij betrokken bij de westelijke aangelegenheden. Toen Romeins Afrika in 439 in handen van de Vandalen viel, stuurden zowel de Oost- als de Westelijke Keizers troepen naar Sicilië, met de bedoeling een aanval op de Vandalen bij Carthago te lanceren. Voor het optuigen van een expeditiemacht werden veel troepen gelicht van de oostelijke grenzen. De Hunnen en Sassanidisch Perzië maakten hier gebruik van de verzwakte grenzen door het Oosten aan te vallen. Hierdoor moest de expeditiemacht door Theodosius II worden teruggeroepen. In 443 werden twee Romeinse legers verslagen en vernietigd door de Hunnen. Anatolius onderhandelde over een vredesakkoord; de Hunnen trokken zich terug in ruil voor vernederende concessies, waaronder een jaarlijkse schatting van 2.100 Romeinse ponden (ca. 687 kg) goud. In 447 gingen de Hunnen door de Balkan, vernietigden onder andere de stad Serdica (Sofia) en bereikten Athyra (Büyükçekmece) aan de rand van Constantinopel. 
In 447 verliet Pulcheria, wegens onenigheid met zowel Aelia Eudocia als minister Chrysaphius, het keizerlijke hof en ging in het paleis van Hebdomon een heremietenbestaan leiden.
In 449 mislukte een Oost-Romeinse poging om Attila te vermoorden, maar de betrekkingen tussen de twee verslechterden niet verder.

## Religiepolitiek
In 422 kreeg Theodosius bezoek van de heilige Abraham van Cyrrhus, die kort daarop stierf.
Aanvankelijk steunde Theodosius de religieuze opvattingen van patriarch Nestorius van Constantinopel.
Theodosius liet het oecumenische Concilie van Efeze in 431 bijeenroepen en speelde daar een belangrijke rol in de aanloop naar het eerste belangrijke schisma in de toenmalige Katholieke en Apostolische Kerk. Hij bood geen weerstand tegen de veroordeling van het nestorianisme op dit concilie.
Uiteindelijk werd Nestorius, onder invloed van Pulcheria – die daartoe werd opgeroepen door paus Leo I en Cyrillus van Alexandrië – verbannen.
Het keizerlijke hof verleende voortaan steun aan de religieuze opvattingen die later door het Concilie van Chalcedon (451) zouden worden bevestigd.
De antisemitische houding van zus Pulcheria leidde tot de afbraak van veel synagoges en het verbod op aanstelling van joodse en heidense ambtenaren.
Theodosius rehabiliteerde de geliefde kerkleraar Johannes Chrysostomos, die onder zijn vader Arcadius was verbannen, en liet zijn lichaam in 438 in Constantinopel herbegraven.
Ook riep Theodosius de zogenaamde Roversynode van 449 bijeen, en hij stond sympathiek tegenover de besluiten van deze roversynode.

## Wetgevingsarbeid
In 429 stelde Theodosius een commissie aan om alle wetten te verzamelen die van kracht waren sinds Constantijn I, om zo een volledig geformaliseerd rechtssysteem te vormen. Deze commissie heeft haar werk echter nooit afgemaakt, maar een tweede commissie verzamelde de keizerconstituties en bracht deze up to date. Deze verzameling werd gepubliceerd als de Codex Theodosianus in 438, die later een van de bronnen vormde voor het Corpus Juris Civilis.
De Codex Theodosiana zorgde ook voor het herbevestigen van de eenheid van het Romeinse Rijk, dat dan de facto in twee delen was gevallen. Hoewel het Romeinse Rijk nooit officieel werd verdeeld in twee afzonderlijke rijken, zorgde de Codex dat de wetgeving in het hele Rijk op elkaar werd afgesteld. Bijkomend effect was dat de hegemonie van het Oosterse deel van het rijk werd gevestigd, aangezien de codex uitging van de augustus van het Oosten.

## Theodosiaanse Muren
Het was ook onder het bewind van Theodosius II dat de befaamde muren van Constantinopel werden uitgebreid met de "Theodosiaanse Muren". Dit was een noodzakelijke uitbreiding, daar de stad de muren die Constantijn de Grote had laten optrekken, was ontgroeid. Om het verder uitgebreide Constantinopel te beschermen was dus een langere en stevigere muur nodig. Uiteindelijk zou het bolwerk doorheen de middeleeuwen naam en faam verwerven als onneembaar bastion. Enkel de Vierde Kruistocht slaagde erin de muren te doorbreken in 1204, net als de kanonnen van de Ottomaanse sultan Mehmet II in 1453.

## Overig
Theodosius was ook verantwoordelijk voor de bouw van de Universiteit van Constantinopel.
Hij stierf in 450 tijdens een jachtongeval, waarbij hij overleed door de gevolgen van een val van zijn paard.